# María de la Torre
María de la Torre är en ort i Mexiko.   Den ligger i kommunen Monte Escobedo och delstaten Zacatecas, i den centrala delen av landet, 500 km nordväst om huvudstaden Mexico City. María de la Torre ligger 2 041 meter över havet och antalet invånare är 283.
Terrängen runt María de la Torre är kuperad österut, men västerut är den platt. Runt María de la Torre är det glesbefolkat, med 14 invånare per kvadratkilometer. Närmaste större samhälle är Colotlán, 18,2 km sydost om María de la Torre. Trakten runt María de la Torre består i huvudsak av gräsmarker.